# Президент-Готель (Москва)
«Президент-Готель» — один із найбільших готелів Москви, розташований на вулиці Велика Якиманка. Побудований на початку 1980-х років, відкритий в 1983 році під назвою «Жовтневий» та призначався для забезпечення зовнішньополітичної діяльності керівництва ЦК КПРС та вищих органів державної влади. У даний час входить до складу федерального унітарного підприємства «Гостиничный комплекс „Президент-Отель“» Управління справами Президента РФ.

## Історія створення
Будівля готелю побудована в 1982—1983 роках на території колишньої Голутвінської слободи за проєктом архітекторів Д. І. Бурдіна, В. Г. Тальковського, І. А. Дяченко.
Будівля разом із прилеглою ділянкою зайняла два квартали Голутвінської слободи, в кожному з яких стояло по півтора десятка будинків від одного до чотирьох поверхів. До числа знесених будинків належав чотириповерховий будинок безкоштовних квартир Московського купецького товариства, який стояв на червоній лінії Якиманки між нині не існуючим 2-м Голутвінським і Земським (Сорокоумовським) провулками. У радянські часи цю будівля займало Міністерство будівництва в районах Далекого Сходу та Забайкалля.
До 1991 року готель носив назву «Жовтневий».
Під час президентських виборів 1996 року у будівлі розташовувався передвиборний штаб Б. М. Єльцина.

## Сучасність

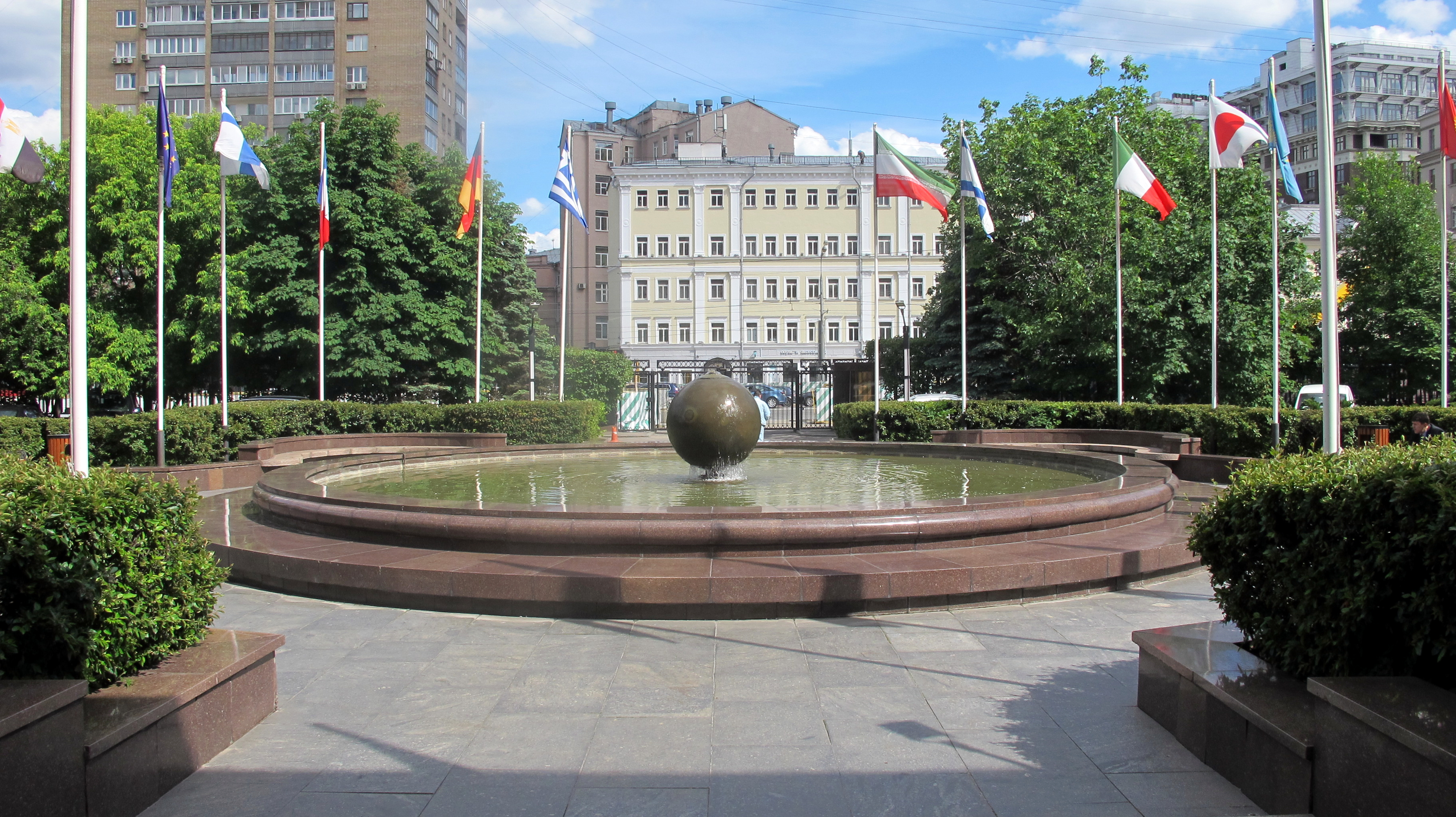
Фонтан перед головним входом

У готелі 204 номери різних категорій (стандарт, делюкс, напівлюкс і люкс). Є два ресторани і лобі-бар, працює оздоровчий комплекс, медпункт і дантист.
Будівля готелю традиційно є місцем проведення зустрічей глав держав та урядів, міжнародних форумів, конгресів, конференцій та інших заходів. Готель має в своєму розпорядженні 16 залів різної місткості (від 10 до 500 осіб) для проведення заходів.
Із верхніх поверхів готелю відкривається панорамний вид на центральну частину міста.
13 січня 2022 року в готелі при заміні службового ліфта загинули дві людини.

## Галерея

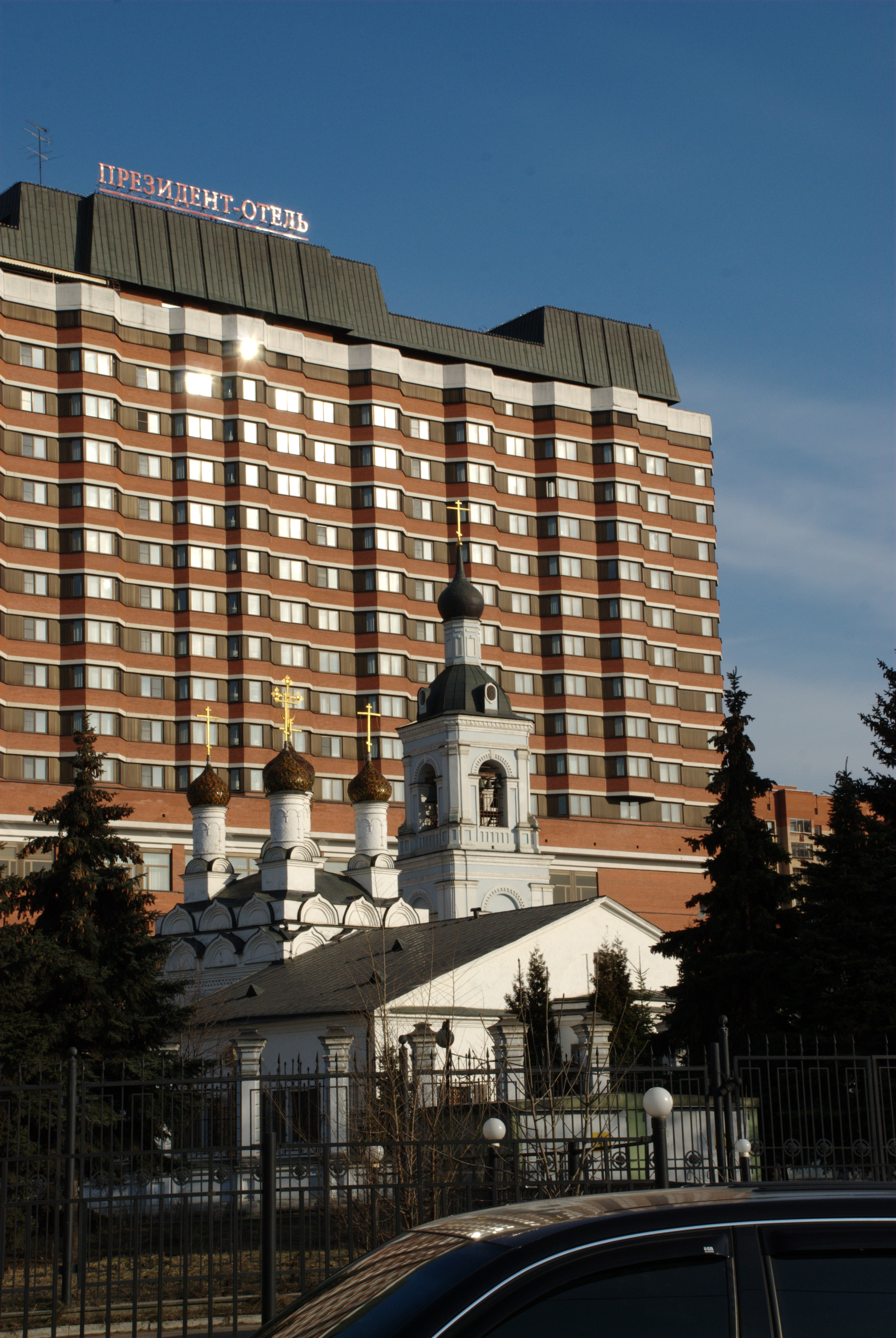
Церква Святого Миколая в Голутвині на фоні «Президент-Готелю» (2009)
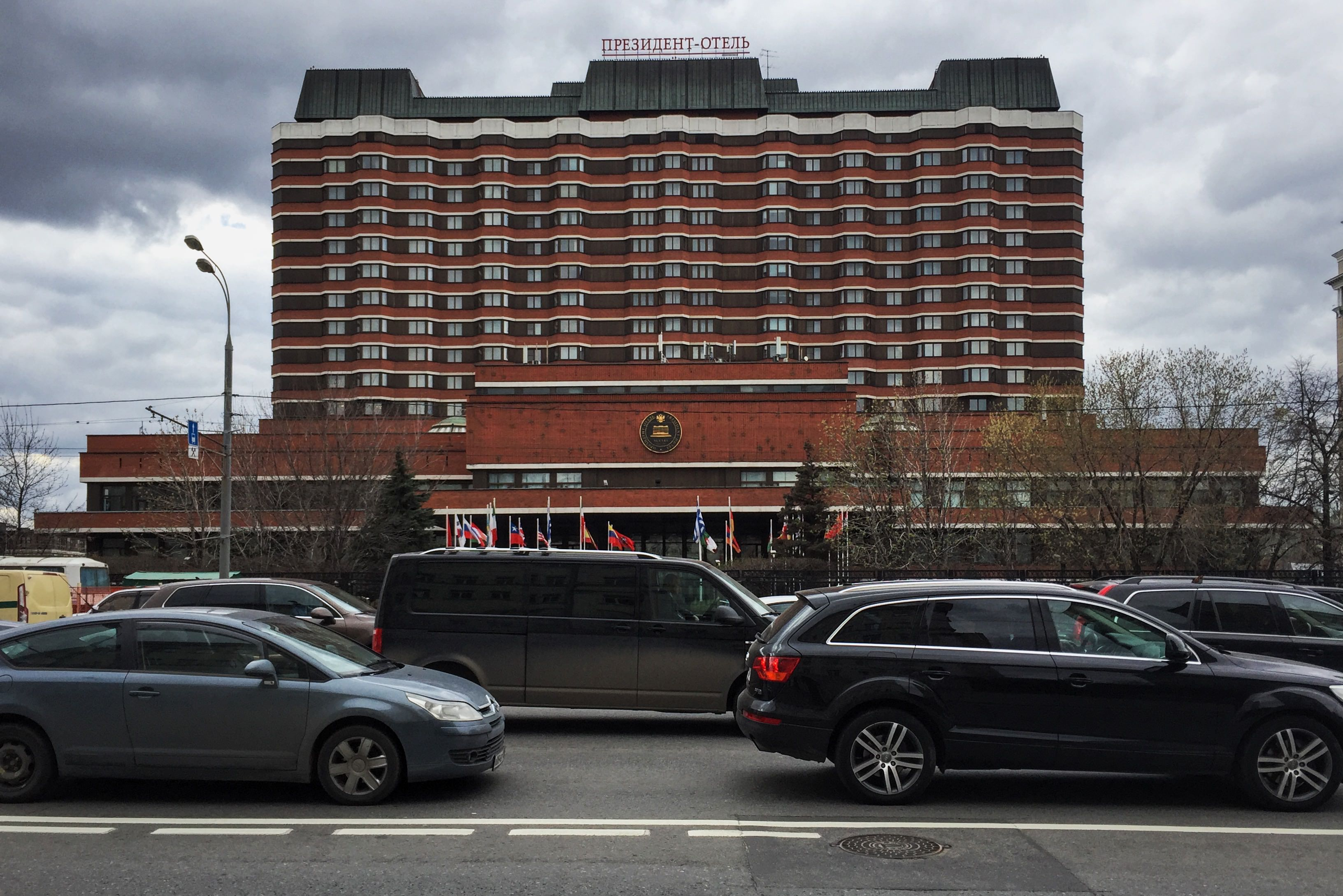
Вид на «Президент-Готель» із Великої Якиманки (2016)
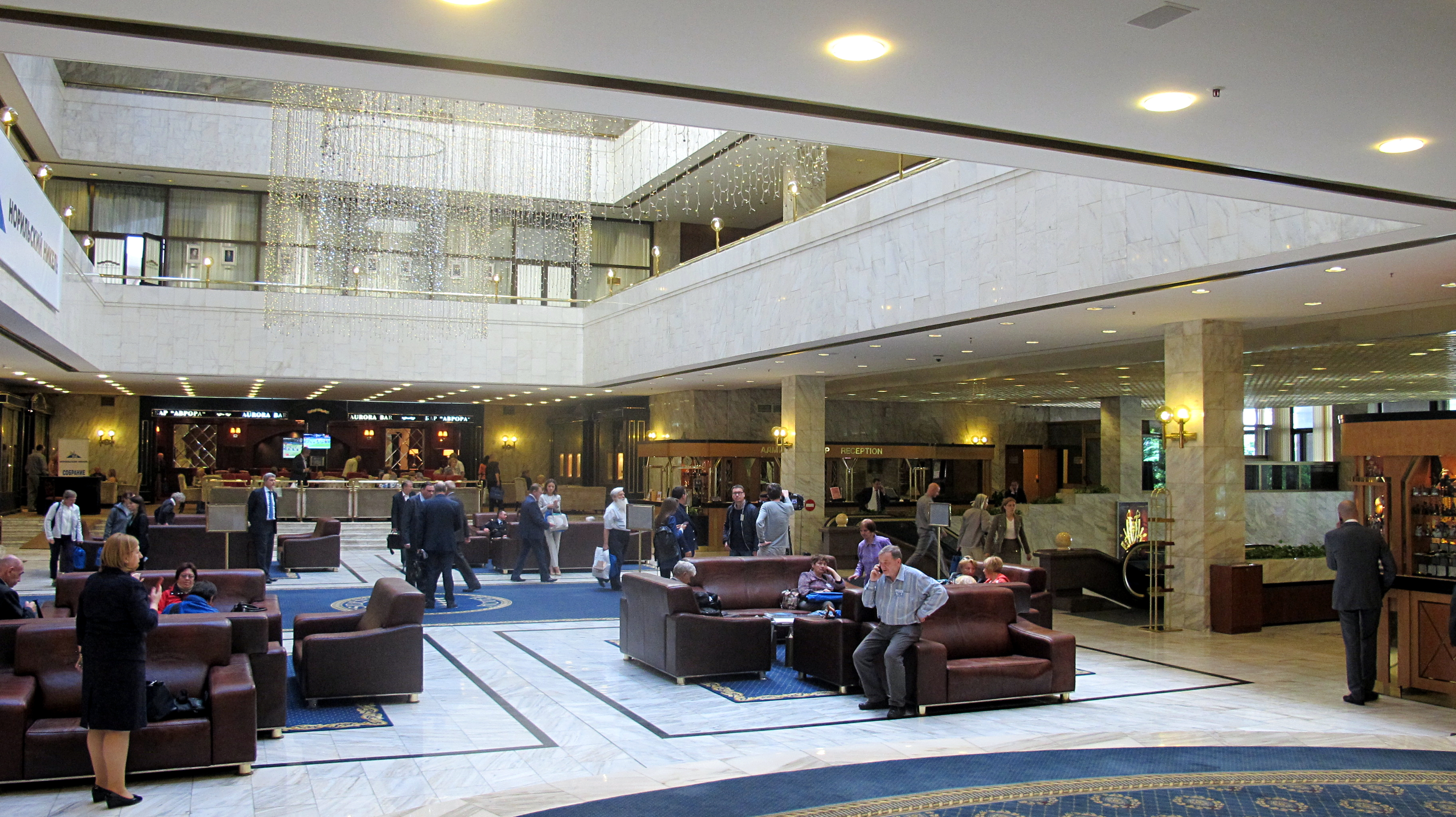
У холі готелю під час Загальних зборів акціонерів ГМК "Норильський нікель" (2016)